# Syrrhopodon sinii
Syrrhopodon sinii är en bladmossart som beskrevs av Hermann Johann O. Reimers 1931. Syrrhopodon sinii ingår i släktet Syrrhopodon och familjen Calymperaceae. Inga underarter finns listade i Catalogue of Life.